# Cameron Dallas
Cameron Dallas (Whittier (Califòrnia), 8 de setembre de 1994) és conegut gràcies a l'aplicació Vine, també és cantant i actor. Cameron va començar publicant vines amb els seus amics el 2013, actualment te 9'4M de seguidors a Vine. El 12 de desembre del 2014 va sortir la seva primera pel·lícula Expelled on ell era protagonista. El 2015 va aparèixer a la pel·lícula The Outfield amb Nash Grier. El 20 d'Abril de 2015 va llençar la seva primera cançó She bad.

## Biografia
Amb el seu nom complet Cameron Alexander Dallas, va néixer el 8 de setembre de 1994 a Whittier (Califòrnia). Va créixer a Chino Hills, Califòrnia amb la seva mare Gina Dallas i la seva germana Sierra Dallas (que també és popular a les xarxes socials).

### Carrera

#### Vinya
El setembre de 2013, Cameron Dallas va començar a publicar vídeos breus d'humor a l'aplicació Vine (@dallascameron). Es mostra fent bromes als seus propers, parla de la seva vida privada i, de vegades, convida a altres famosos winers als seus vídeos. Ràpidament es va fer popular, sobretot entre les adolescents. El seu nombre de subscriptors creix cada cop més, arribant aviat als milions: el maig de 2016, té més de 9 milions de subscriptors al seu compte Vine. Va guanyar dues vegades (2014 i 2015) el Teen Choice Award per millor enòleg, i va ser el setembre de 2015 el 10 enòleg més popular del món.
Tot i que la seva fama es fa principalment a Vine, Cameron Dallas també és molt actiu a les xarxes socials, en particular Instagram (més de 17 milions de subscriptors a desembre de 2016) i Twitter (més de 10 milions de subscriptors a desembre de 2016). També té un compte de YouTube des del setembre de 2012. També utilitza molt l'aplicació Snapchat, on publica fotos i vídeos diàriament.
Segons alguns observadors, el seu èxit amb les adolescents es deu principalment al seu físic atractiu més que a l'originalitat dels seus vídeos. Le Figaro va escriure, per exemple, el juliol del 2015: «Els vídeos que ofereix el jove no sempre són divertits, però el seu èxit es basa principalment en el seu físic com a xicot ideal». La seva personalitat senzilla i desenfadada, així com la seva accessibilitat a les xarxes socials, on respon regularment i directament als seus seguidors, també reforcen la seva popularitat.
Cameron Dallas no és pagat per Vine, però com tots els enòlegs populars, té el suport d'una agència especialitzada: 26MGMT (que gestiona altres cellers, com Nash i Hayes Grier). També forma part de Magcon, un grup que reuneix joves enòlegs nord-americans populars que recorren Amèrica del Nord on actuen en espectacles i es troben amb els seus fans durant Meet and greet, on les entrades poden costar més de 100 dòlars.

#### Cinema
La seva popularitat també li permet actuar en pel·lícules. El 2014, va aparèixer a la pel·lícula Expelled, produïda per AwesomenessTV (una xarxa de canals de YouTube que es va convertir en un estudi de cinema). També va protagonitzar al maig de 2015 dos episodis de la sèrie de televisió American Odyssey a la NBC, així com a la pel·lícula The Outfield al novembre de 2015.Però ara gairebé no hi ha turistes. Primer la pandèmia de Covid, després la violència des del cop d'estat militar de fa dos anys, els han allunyat.
L'any següent, es va convertir en el tema d'una sèrie de Netflix, titulada Chasing Cameron : aquesta “sèrie de realitat” de 10 capítols, emesa a partir del 27 de desembre de 2016, segueix a Cameron Dallas durant la seva primera gira internacional amb el Magcon.
Cameron Dallas també prova la música. El 20 d'abril de 2015 va llançar un primer senzill, en col·laboració amb el grup Sj3 i iHeartRadio: She Bad. Cameron Dallas fa rap amb música pop - electro. La cançó va assolir el primer lloc a les llistes d'iTunes en un dia gràcies a una campanya viral de Twitter realitzada pels seus fans. Després va llançar una cançó anomenada All I Want amb el cantant Daniel Skye. El 2018, està preparant una nova cançó, àlbum, titulada Whimy . El vídeo musical es va publicar el 26 d'octubre de 2018 a YouTube.

#### Model
L'abril de 2016 es va convertir en la nova cara de Calvin Klein, en una campanya publicitària on Jack Pierson el va fotografiar sense camisa a les platges de Malibu.
El gener de 2017, va ser un dels mil·lenaris que va passar per la passarel·la de Dolce & Gabbana durant la setmana de la moda tardor-hivern de Milà, al costat de Juanpa Zurita, Diggy Simmons, Ross Lynch , Austin Mahone i Lucky Blue Smith

## Filmografia
| Any  | Títol        | Personatge     |
| ---- | ------------ | -------------- |
| 2013 | Frog Kingdom | Freddie        |
| 2014 | Expelled     | Felix O'Neil   |
| 2015 | The Outfield | Frankie Payton |

Discografia:
- Take You (2015)

- She Bad (2015)
- Daniel Skye feat. Cameron Dallas - All I Want (2015)